# Jembarwangi
Jembarwangi is een bestuurslaag in het regentschap Sumedang van de provincie West-Java, Indonesië. Jembarwangi telt 1559 inwoners (volkstelling 2010).